# Schaefferia canigouensis
Schaefferia canigouensis is een springstaartensoort uit de familie van de Hypogastruridae. De wetenschappelijke naam van de soort is voor het eerst geldig gepubliceerd in 1980 door Deharveng & Thibaud.